# Paso de los Toros
Paso de los Toros is een stad in Uruguay gelegen in het departement Tacuarembó. De stad telt 13.459 inwoners (2004). In de stad is de bekende dichter en schrijver Mario Benedetti geboren.